# Tutto ok
Tutto ok è un singolo del rapper italiano Mecna, pubblicato il 16 ottobre 2020 come quarto estratto dall'album Mentre nessuno guarda.
Il brano vede la partecipazione del cantante Frah Quintale.

## Video musicale
Il videoclip del brano, diretto da Enea Colombi, è stato pubblicato il 20 ottobre 2020 sul canale YouTube del cantante. Esso vede la partecipazione delle modelle "Fantagirls" della campagna Fantabody della fotografa Carolina Amoretti.

## Tracce
1. Tutto ok – 3:34

## Classifiche
| Classifica (2020) | Posizione massima |
| ----------------- | ----------------- |
| Italia            | 32                |